# Zielony most (transport)

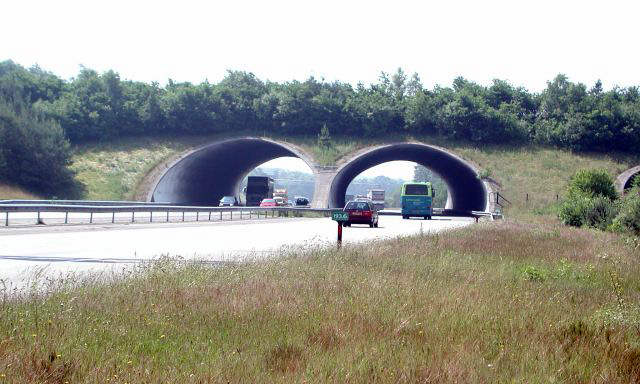
Zielony most nad autostradą A 50 koło Woeste Hoeve w Holandii

Zielony most – rozwiązanie architektoniczne stwarzające możliwość migracji dzikich zwierząt mimo istnienia linii kolejowych, dróg, autostrad i wszelkich urządzeń drogowych. Można wyróżnić zielone mosty do przejścia górą, jak również dołem, czyli tunele. Górne przejścia przeznaczone są głównie dla większych zwierząt, dolne natomiast dla płazów i gadów.